# Mariano Martínez
Mariano Gastón Martínez (ur. 5 grudnia 1978 w La Boca) – argentyński aktor i model.

## Życiorys
Urodził się w La Boca, portowej dzielnicy Buenos Aires, jako syn Ricardo Martíneza i Patricii Rojas. Po rozwodzie rodziców, przeniósł się do Avellanedy, gdzie zamieszkał z matką i pięciorgiem rodzeństwa.
Karierę zawodową rozpoczął mając 17 lat w telenowelach: Mała kobieta (Por Siempre Mujercitas, 1995) i Dziecko (La nena, 1996). Uczestniczył w kampanii reklamowej Levi’s. Wystąpił w teledysku „Hillside Cannibals” (2006). Został obdsadzony jako targany namiętnościami ksiądz Tomás w serialu Moja nadzieja (Esperanza Mía, 2015).
Spotykał się z Lolą Ponce (2000-2002), Marcelą Kloosterboer (2002-2004) i Luisaną Lopilato (2005-2006). W 2008 roku związał się z modelką Julianą Giambroni, siostrzenicą komika Yayo Guridi, z którą się ożenił 12 marca 2012 roku. Mają córkę Olivię (ur. 9 października 2009 w Buenos Aires) i syna Milo (ur. 28 marca 2013). Jednak w roku 2015 doszło do rozwodu. Kilka miesięcy po rozwodzie związał się z piosenkarką, tancerką i aktorką Lali Espósito. Ich relacja zakończyła się pod koniec marca 2016. Od sierpnia 2016 związał się z modelką Camilą Cavallo.

## Wybrana filmografia

### Filmy fabularne
- 1998: Latarnia morska (El Faro) jako Javier
- 2001: Tylko dzisiaj (Sólo por hoy) jako Equis
- 2002: Nie wiem/brak odpowiedzi (No sabe no contesta/NS/NC) jako Joaquín
- 2004: Niebezpieczna obsesja (Peligrosa obsesión) jako Tony Corsini
- 2010: Darmowe ptaki (Plumíferos - Aventuras voladoras) jako Juan (głos)
- 2010: Strzyżenie (Clipeado) jako Dante Delugio
- 2012: La pelea de mi vida

### Telenowele
- 1995: Mała kobieta (Por Siempre Mujercitas) jako Toni
- 1996: Dziecko (La nena)
- 1997: R.R.D.T jako Miguel
- 1997: Na szyi (De la nuca) jako Tomás
- 1998: Gasoleros
- 1999-2000: Mistrzowie życia (Campeones de la vida) jako Valentín D'Alessandro
- 2001: Miłosny trójkąt (22, Loco) jako Alejandro Pereira
- 2002: Sympatie (Son Amores) jako Martín Marquesi
- 2003: Sympatie (Son Amores) jako Martín Marquesi
- 2005: Specjalne rodziny (Una familia especial) jako Santiago Molina
- 2006: Piracka dusza (Alma pirata) jako Benicio DeMarco
- 2007: Son de Fierro jako Juan Fierro
- 2009: Odważny (Valientes) jako Segundo

### Seriale TV
- 2004: Zimna krew (Sangre fría) jako Matías Velazco
- 2005: Zabójczynie (Mujeres asesinas) jako Maxi
- 2006: Zabójczynie (Mujeres asesinas) jako Miguel
- 2015: Moja Nadzieja (Esperanza Mía) jako Tomás

### Filmy krótkometrażowe
- 1994: Legenda o złym człowieku (La leyenda de un hombre malo)